# 科姆加里湖
55°04′10″N 39°54′24″E / 55.0694044°N 39.906753°E
科姆加里湖（俄语：Комгарь），是俄羅斯的湖泊，位於該國西北部，由梁贊州負責管轄，處於克列皮基區，面積0.84平方公里，海拔高度122.4米，平均水深2米，最大水深4米。